# Ratschings
Ratschings ([raˈtʃɪŋs]; italienisch Racines) ist eine italienische Gemeinde in Südtirol. Flächenmäßig ist Ratschings die größte Gemeinde der Bezirksgemeinschaft Wipptal. Ratschings hat 4646 Einwohner (Stand 31. Dezember 2023). Sitz der Gemeindeverwaltung ist die Ortschaft Stange in Außerratschings.
Besondere Sehenswürdigkeiten der Gemeinde Ratschings sind das Südtiroler Bergbaumuseum am Schneeberg, das Barockschloss Wolfsthurn in Mareit mit dem Südtiroler Landesmuseum für Jagd und Fischerei, die Gilfenklamm, ein Naturdenkmal, sowie die im Wald verborgene Burgruine Reifenegg.

## Geografie

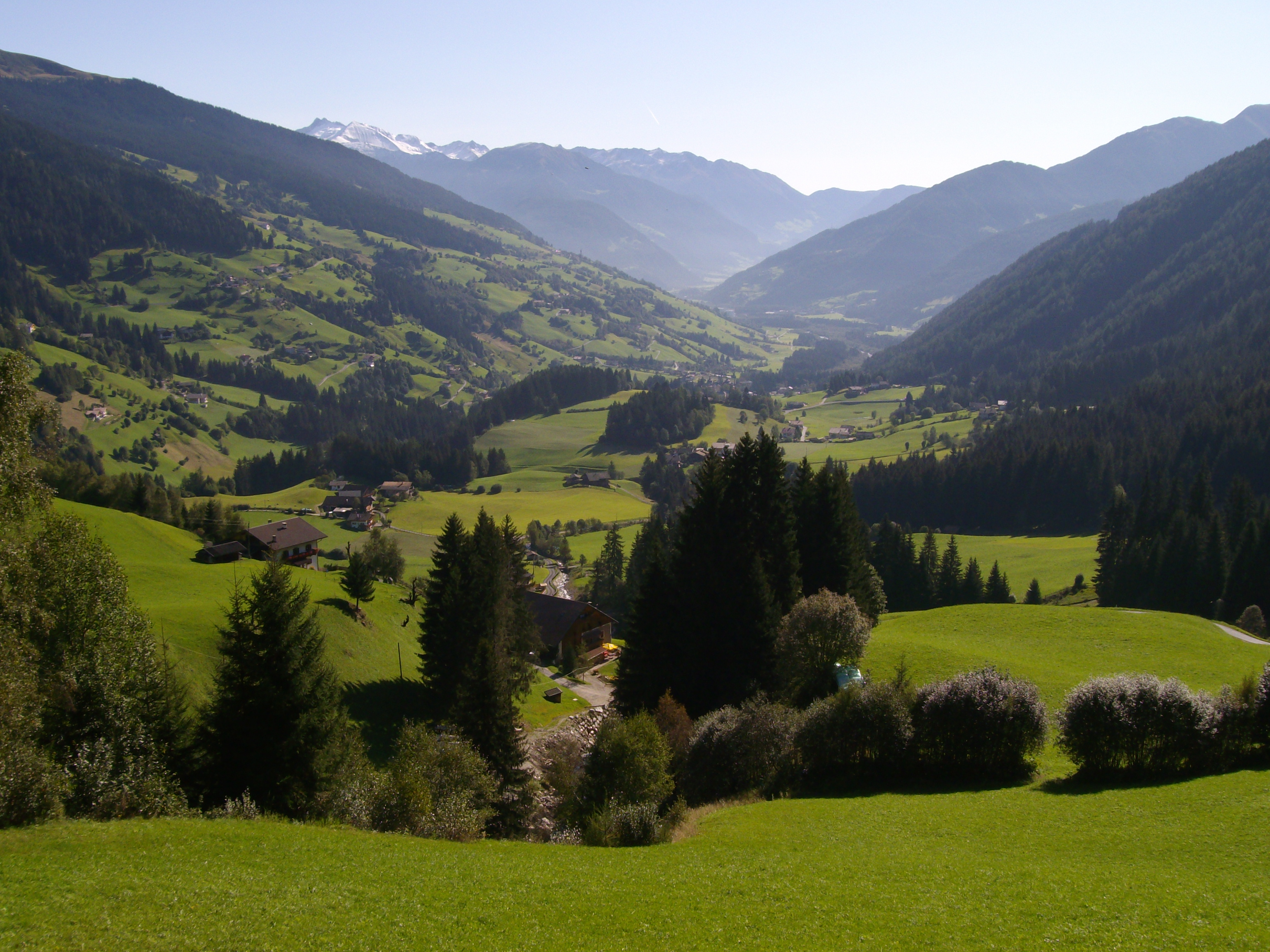
Blick vom Inneren des Ridnauntals talauswärts

Die Gemeinde Ratschings erstreckt sich auf einer Fläche von 203,50 km² in einem Talsystem im Norden Südtirols. Dieses umfasst das Ridnauntal, das bei Sterzing vom Wipptal zunächst nach Westen abzweigt und später Richtung Nordwesten in die Berge hineinführt. Neben zahlreichen kleineren Seitentälern gehören zudem auch zwei größere und bewohnte zum Gemeindegebiet: das Ratschingstal und das Jaufental, die beide noch im Eingangsbereich des Ridnauntals ihren Anfang nehmen und – durch einen bewaldeten Kamm voneinander getrennt – Richtung Südwesten streichen.
Die dörflichen Siedlungen in Ratschings verteilen sich auf sieben Fraktionen, die selbst wiederum mehrere Weiler und Gehöfte umfassen. Die erste Fraktion am Eingang des Ridnauntals am Südufer des Ridnauner Bachs – das Nordufer gehört noch zu einem Gebietsstreifen der Stadt Sterzing – ist Gasteig (950 m s.l.m.). Etwas weiter taleinwärts, am nördlichen sonnenexponierten Talhang, befindet sich Telfes (1250 m). Weiter westlich folgt, wiederum am Talboden gelegen, Mareit (1050 m). Ridnaun (1350 m) nimmt schließlich die hintersten Abschnitte des Tals ein. Gleich bei Gasteig zweigt das vom Jaufenbach entwässerte Jaufental Richtung Süden ab. Dort verteilen sich die Gehöfte und Weiler der gleichnamigen Fraktion Jaufental mit dem Hauptort Mittertal (1150 m). Gegenüber von Telfes liegt der Eingang des Ratschingstals. Dort liegt die Fraktion Außerratschings mit dem Gemeindezentrum in der Ortschaft Stange (970 m), nahe der Gilfenklamm und der Einmündung des Ratschinger Bachs in den Ridnauner Bach. Die Siedlungen weiter taleinwärts gehören zu Innerratschings, dessen größte Ortschaft Bichl (1300 m) ist.

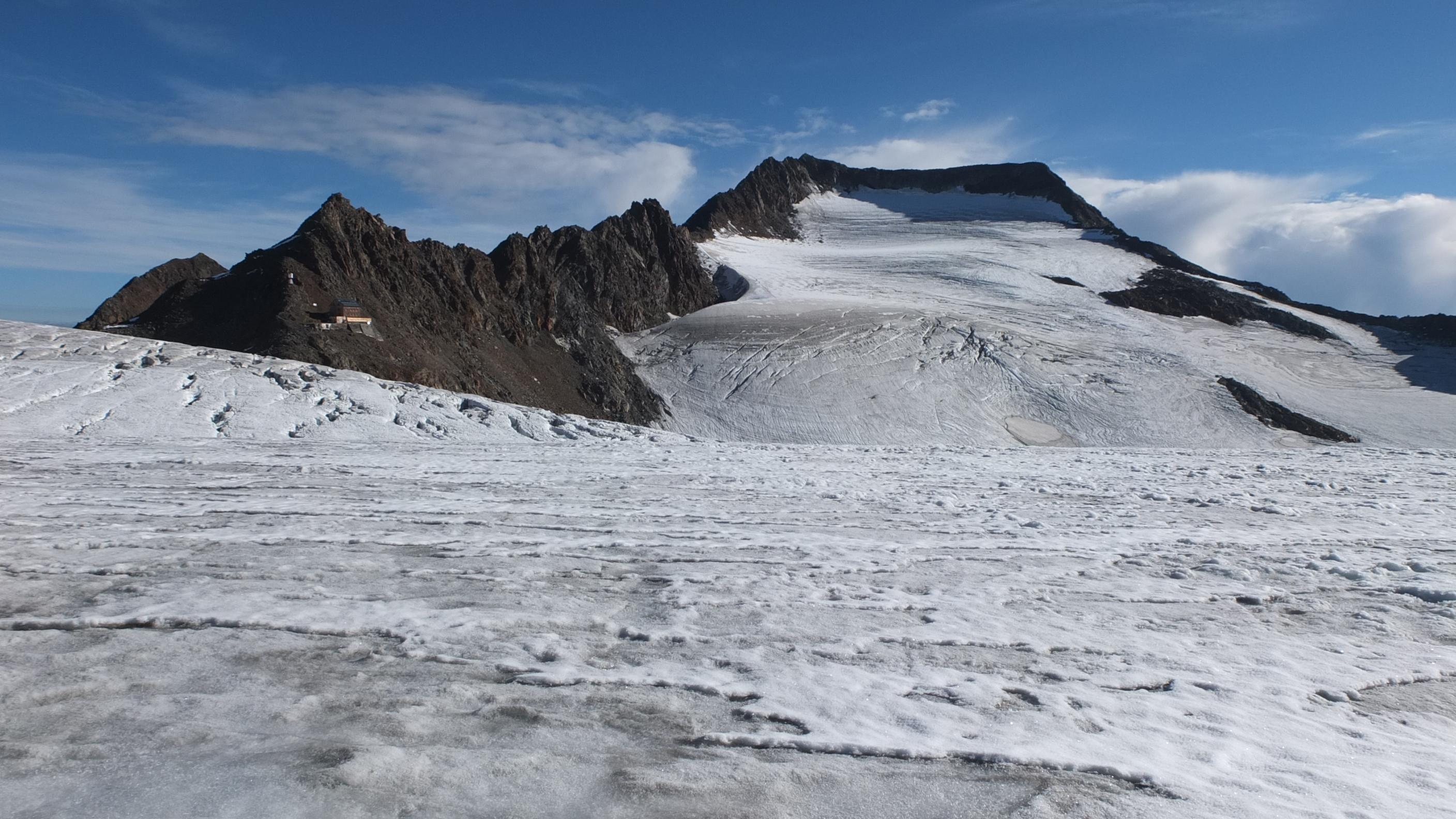
Blick über den Übeltalferner zum Wilden Freiger

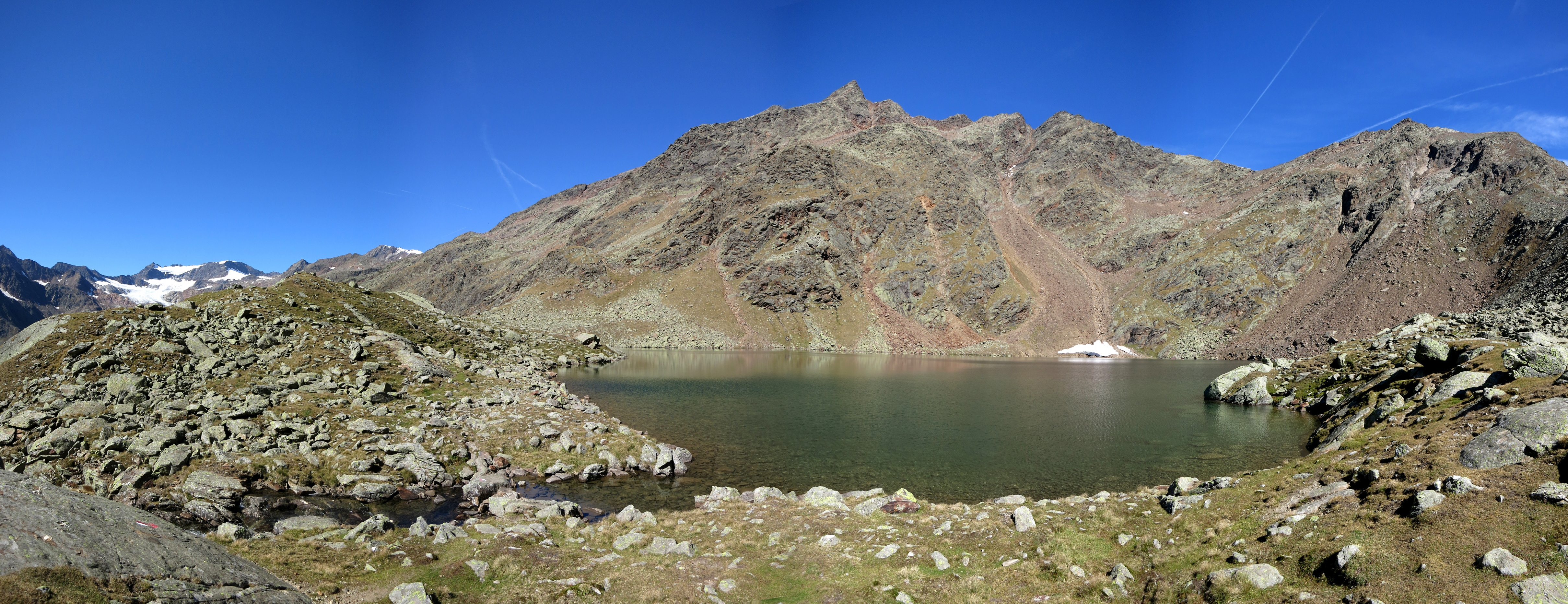
Der Pfurnsee im oberen Ridnauntal

Alle drei Haupttäler sind durch hohe Bergketten eingerahmt, die hauptsächlich zu den Stubaier Alpen und zu kleinen Teilen (auf der Südseite des Jaufentals) zu den Sarntaler Alpen gezählt werden. Die das Ridnauntal nordseitig begrenzenden Berge bilden den Aggls-Rosskopf-Kamm. Dieser findet am Sterzinger Hausberg, dem Rosskopf (2189 m) seine erste Erhebung, führt weiter zu den Telfer Weißen (2588 m) und der Wetterspitze (2706 m), die nordseitig ins zur Gemeinde Brenner gehörende Pflerschtal abfallen, und endet schließlich nach der namensgebenden Agglsspitze (3196 m) am Westlichen Feuerstein (3245 m) am Stubaier Hauptkamm, einem Teil des Alpenhauptkamms. Im Abschnitt des Hauptkamms westlich des Feuersteins befinden sich an der italienisch-österreichischen Staatsgrenze zum Bundesland Tirol über dem Ridnauner Talschluss der Rote Grat (3099 m) und – den Übeltalferner überragend – die höchsten Gipfel der Gemeinde Ratschings: Wilder Freiger (3418 m), Wilder Pfaff (3456 m), Sonklarspitze (3444 m) und Schwarzwandspitze (3354 m). An der Schwarzwandspitze löst sich Richtung Süden eine verzweigte Untergruppe der Stubaier Alpen, der west- und südwärts das Ridnaun- und das Ratschingstal von Passeier sowie die Gemeinde Ratschings von Moos und St. Leonhard trennt. Bedeutende Gipfel dieser Untergruppe sind der Botzer (3250 m), ihre höchste Spitze, die Ratschinger Weiße (2818 m), an der ostwärts der das Ratschings- und Ridnauntal trennende Seitenkamm abzweigt, sowie die Hohe Kreuzspitze (2743 m), die steil über der nördlichen Talflanke von Passeier aufragt. Östlich von der Hohen Kreuzspitze laufen die das Ratschingstal südseitig begrenzenden Berge über die Kleine Kreuzspitze (2518 m), das Glaitner Hochjoch (2389 m), den Saxner (2358 m) und den Fleckner (2331 m) sanft zum Jaufenpass (2094 m) hin aus, der den Übergang von den Stubaier Alpen zu den Sarntaler Alpen darstellt. Der zur Gemeinde Ratschings gehörende Teil der Sarntaler Alpen begrenzt das Jaufental südseitig und wird durch mehrere kurze Seitentäler gegliedert. Hier erheben sich unter anderem die Jaufenspitze (2480 m) direkt am Jaufenpass, die Mittagsspitze (2052 m) über dem inneren Jaufental, das Sarner Weißhorn (2705 m) an der Südgrenze zur Gemeinde Sarntal und der Zinseler (2422 m) an der Ostgrenze zur Gemeinde Freienfeld.

## Geschichte
Bereits vor der Römerzeit wurde das Gebiet besiedelt, was durch archäologische Funde belegt ist. Die Besiedlung der Täler erfolgte wahrscheinlich erst ab dem 6. Jahrhundert durch Bajuwaren.
Die Siedlung wurde in einer von Graf Meinhard II. von Tirol-Görz ausgestellten Tauschurkunde aus dem Jahr 1271 als Rintschinnis ersturkundlich genannt. In Meinhards Urbar aus dem Jahr 1288 ist sie als Ritschines verschriftlicht. Es kann rätoromanisch Runcines von lateinisch runcare ‚jäten, Gehölz lichten‘ zugrunde liegen.
Ab dem 12. Jahrhundert existieren urkundliche Belege für die Ortsnamen. Telfes im Ridnauntal ist die älteste Ansiedlung und lässt sich bereits im 9. Jahrhundert nachweisen. Im Ridnauntal spielte schon im Mittelalter der Erzabbau am Schneeberg eine große Rolle und prägte das Leben der Menschen erheblich.
Die Gemeinde Ratschings in ihrem heutigen Umfang entstand im Jahr 1929, als die bis dato eigenständigen Ridnaun, Mareit, Jaufental und Telfes mit Ratschings zusammengelegt wurden.

## Politik
Bürgermeister seit 1952:
- Johann Klotz: 1952–1960
- Karl Gitzl: 1960–1964
- Max Siller: 1964–1970
- Johann Klotz: 1970–1991
- Leopold Siller: 1991–2010
- Sebastian Helfer: seit 2010

## Bevölkerung
Ratschings ist gemäß den erhobenen Sprachgruppenzugehörigkeitserklärungen bzw. Sprachgruppenzuordnungserklärungen eine weitgehend deutschsprachige Gemeinde. Als Berechnungsgrundlage der folgenden Prozentwerte wurden die gültigen Erklärungen von Personen mit italienischer Staatsbürgerschaft herangezogen.
| Sprache     | 1981    | 1991    | 2001    | 2011    | 2024    |
| ----------- | ------- | ------- | ------- | ------- | ------- |
| Deutsch     | 98,43 % | 98,97 % | 98,44 % | 97,77 % | 96,65 % |
| Italienisch | 1,57 %  | 0,95 %  | 1,53 %  | 2,14 %  | 3,21 %  |
| Ladinisch   | 0,00 %  | 0,09 %  | 0,03 %  | 0,10 %  | 0,14 %  |

## Wirtschaft
In der Region spielt der Tourismus eine bedeutende Rolle. Der Tourismusverband zählt alljährlich rund 350.000 Übernachtungen. Die Gäste kommen im Sommer und im Winter. Es gibt viele Wanderwege, das Skigebiet Ratschings-Jaufen und in Ridnaun ein Biathlonzentrum. Knapp 400 landwirtschaftliche Betriebe, die meisten als Nebenerwerbslandwirtschaft, sind in der Vieh- und Milchwirtschaft tätig. Hinzu kommen knapp 60 kleinere Handwerks- und Fertigungsbetriebe sowie rund 130 Gaststätten, Pensionen und Hotels.

## Bildung
Auf dem Gemeindegebiet von Ratschings befinden sich sieben Grundschulen in Bichl, Gasteig, Mareit, Mittertal, Ridnaun, Stange und Telfes, die zusammen dem deutschen Schulsprengel der Nachbargemeinde Sterzing II angeschlossen sind.

## Sehenswürdigkeiten
- Schloss Wolfsthurn, eine barocke Schlossanlage in der Fraktion Mareit
- St. Magdalena, gotische Kirche mit wertvollen Altären
- Burgruine Reifenegg
- Gilfenklamm, eine tief in weißen Marmorfels eingeschnittene Klamm beim Weiler Stange

## Persönlichkeiten

### Ehrenbürger der Gemeinde
- Hans Widmann (* 1948), Gewerkschafter, Politiker und Publizist

### Söhne und Töchter der Gemeinde
- Joseph Aigner (1809–1887), Orgelbauer